# Mauzoleum Korkyt Aty
Mauzoleum Dede Korkuta – kompleks poświęcony Dede Korkutowi.
Dede Korkut był bohaterem eposu rozpowszechnionego wśród ludów tureckojęzycznych, Księgi mego dziadka Korkuta, który od 2018 roku znajduje się na liście światowego dziedzictwa UNESCO.
Kompleks jest zlokalizowany 20 kilometrów na północny wschód od miejscowości Żosały. Jego konstrukcja rozpoczęła się w 1980 roku, a do użytku został oddany w 1997 roku. Na środku kompleksu znajduje się kamienny kobyz, tradycyjny kazachski instrument strunowy zgodnie z legendami wynaleziony przez Dede Korkuta, który według legendy miał znaleźć się na jego grobie. Cztery części kobyzu wskazują strony świata.

## Budowa
Jego konstrukcja rozpoczęła się w 1980 roku z inicjatywy Aleu Kuszerbajewa, byłego akima dystryktu Қarmaқszy. Głównym architektem został Bek Ybyrajew. Do 1997 roku zakończyła się budowa pomników, amfiteatru oraz hotelu dla odwiedzających kompleks.
W 2014 roku rząd Kazachstanu całkowicie wyremontował budowlę. Podczas renowacji dokonano usprawnień w amfiteatrze, wzniesiono nowy budynek muzeum i dodano rzeźby przedstawiające lokalną faunę.

## Turystyka
Według danych na rok 2019, kompleks odwiedza rocznie około 20 tysięcy turystów. Do ich obsługi zatrudnieni są przewodnicy mówiący po kazachsku, rosyjsku i angielsku.
Od 2006 roku Ministerstwo Kultury Kazachstanu, wspólnie z władzami miasta Kyzyłorda, organizuje coroczny festiwal międzynarodowy na terenie kompleksu.
W 2017 roku Mauzoleum było jednym z obiektów biorących udział w wystawie Expo 2017.

## Galeria

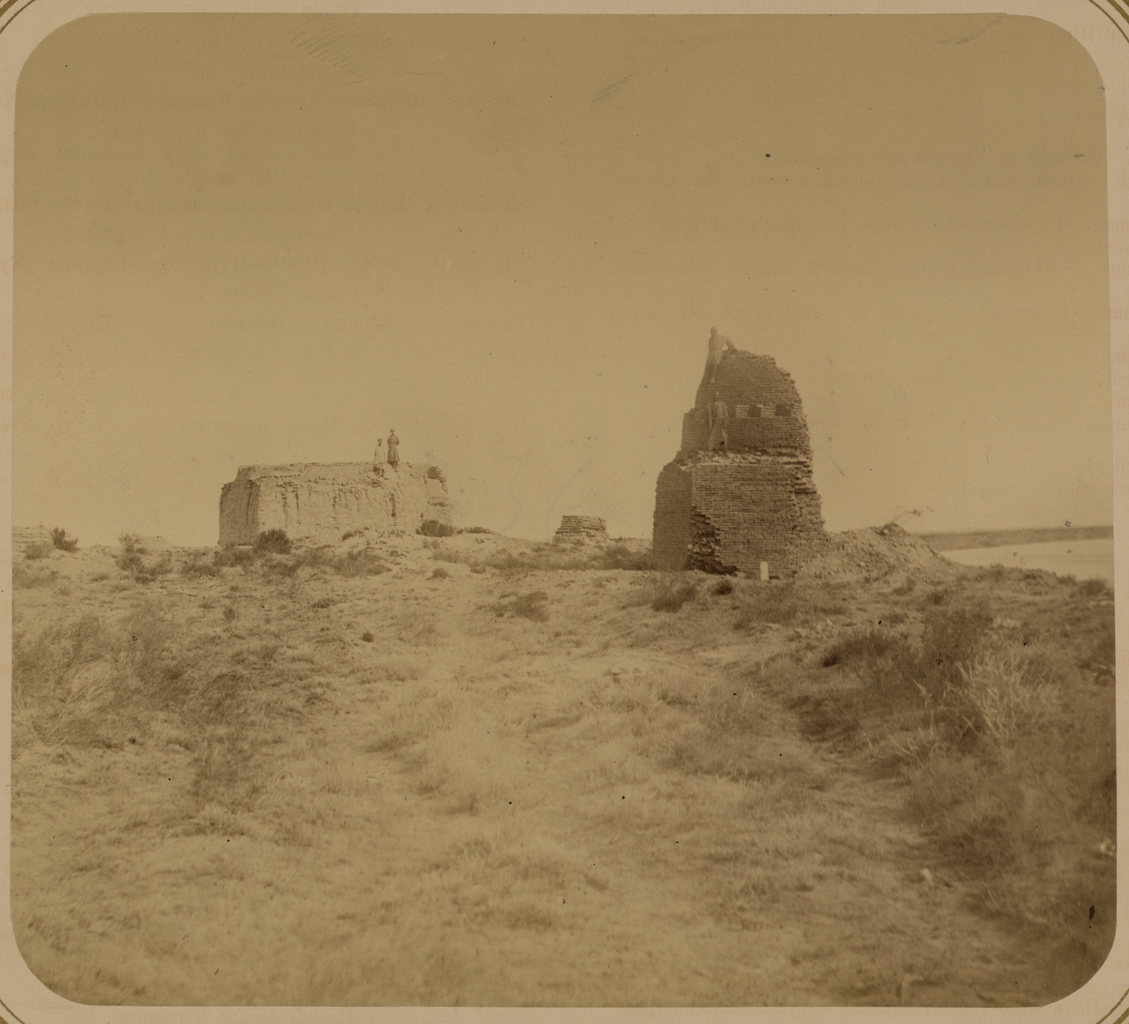
Dawny mazar znajdujący się na terenie dzisiejszego kompleksu[13] zdjęcie wykonane między 1865, a 1872 rokiem
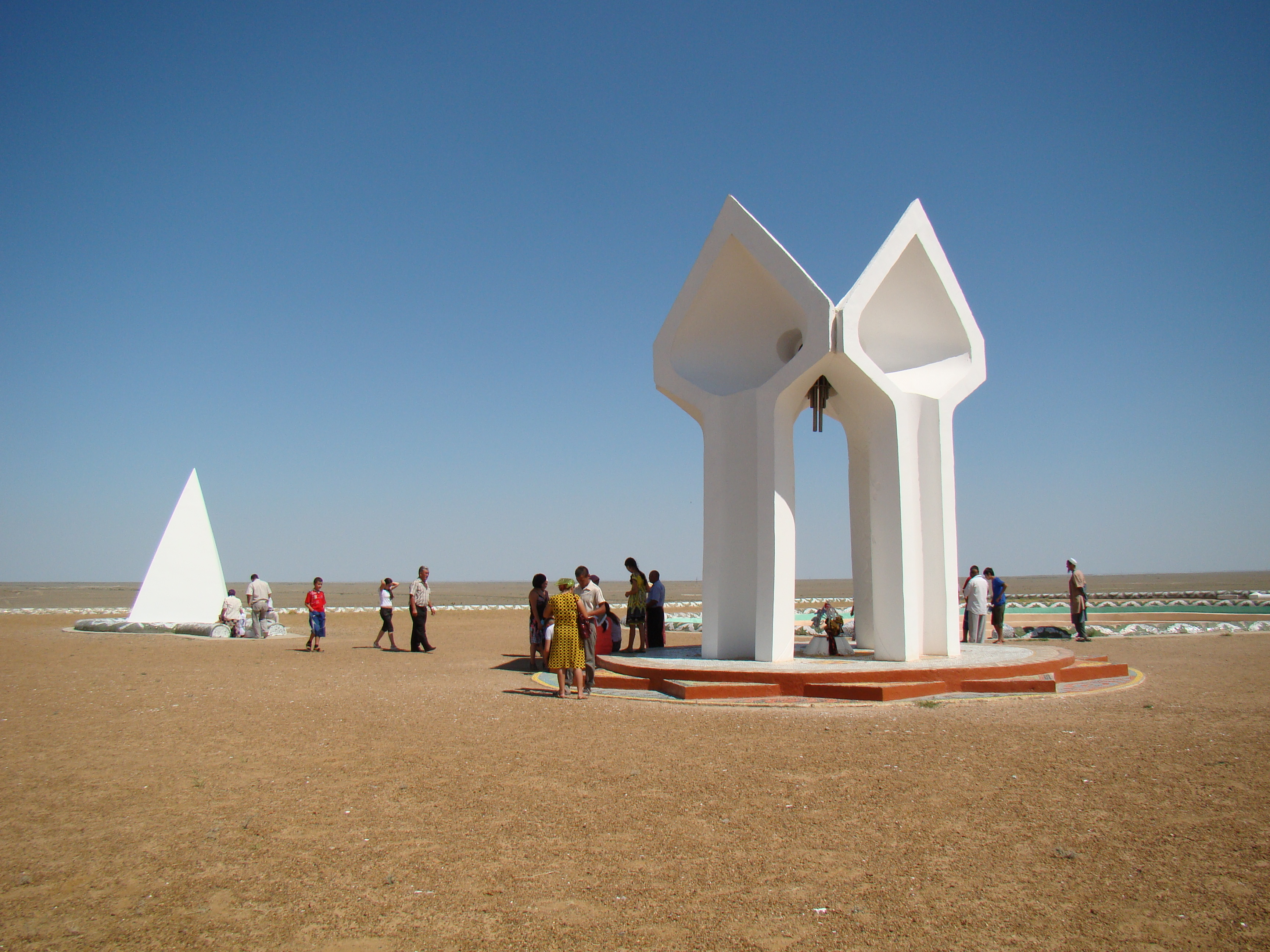
Teren kompleksu w 2009 roku
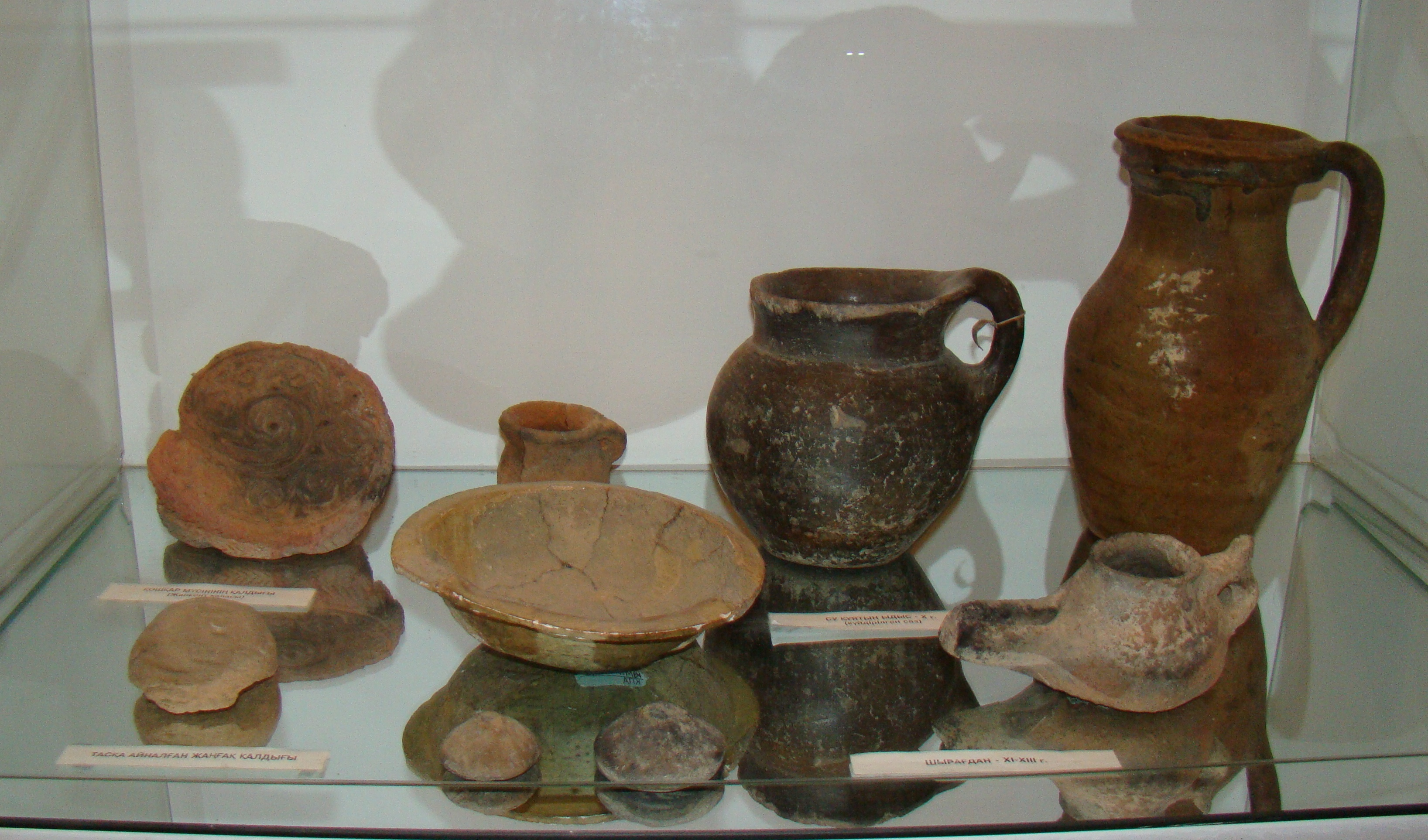
Eksponaty w muzeum wykopane podczas budowy i rewitalizacji kompleksu
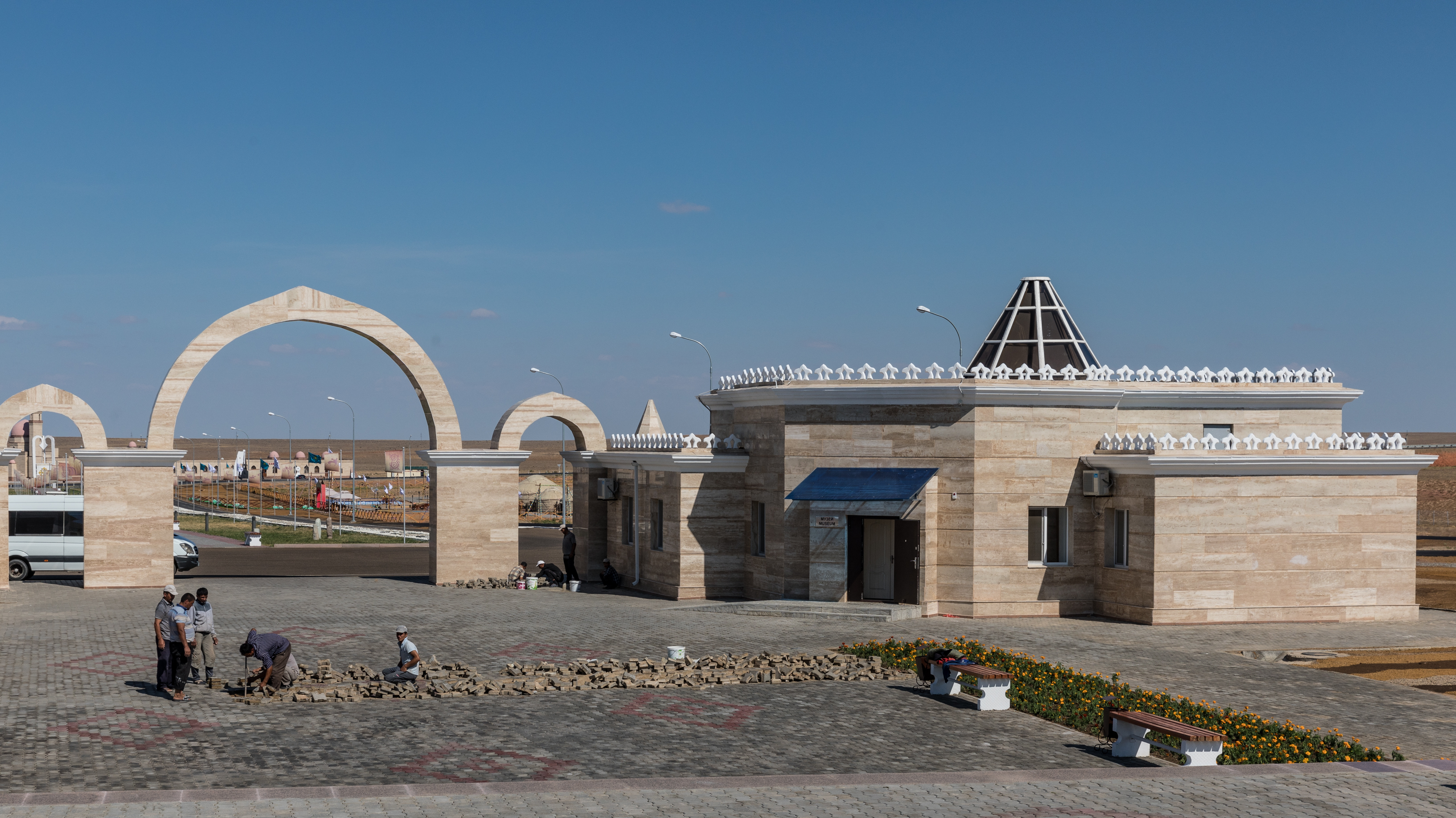
Brama główna oraz budynek muzeum